# Suure-Lähtru
Koordinaten: 58° 53′ N, 23° 51′ O
Suure-Lähtru (deutsch Groß-Lechtigall) ist ein Dorf (estnisch küla) in der Landgemeinde Lääne-Nigula (bis 2017: Landgemeinde Martna) im Kreis Lääne in Estland.

## Einwohnerschaft und Lage
Der Ort hat 39 Einwohner (Stand 31. Dezember 2011). Er liegt 20 Kilometer südöstlich der Landkreishauptstadt Haapsalu. Durch das Dorf fließt der Fluss Rannamõisa (Rannamõisa jõgi), der in die Bucht von Matsalu mündet.

## Gut von Suure-Lähtru

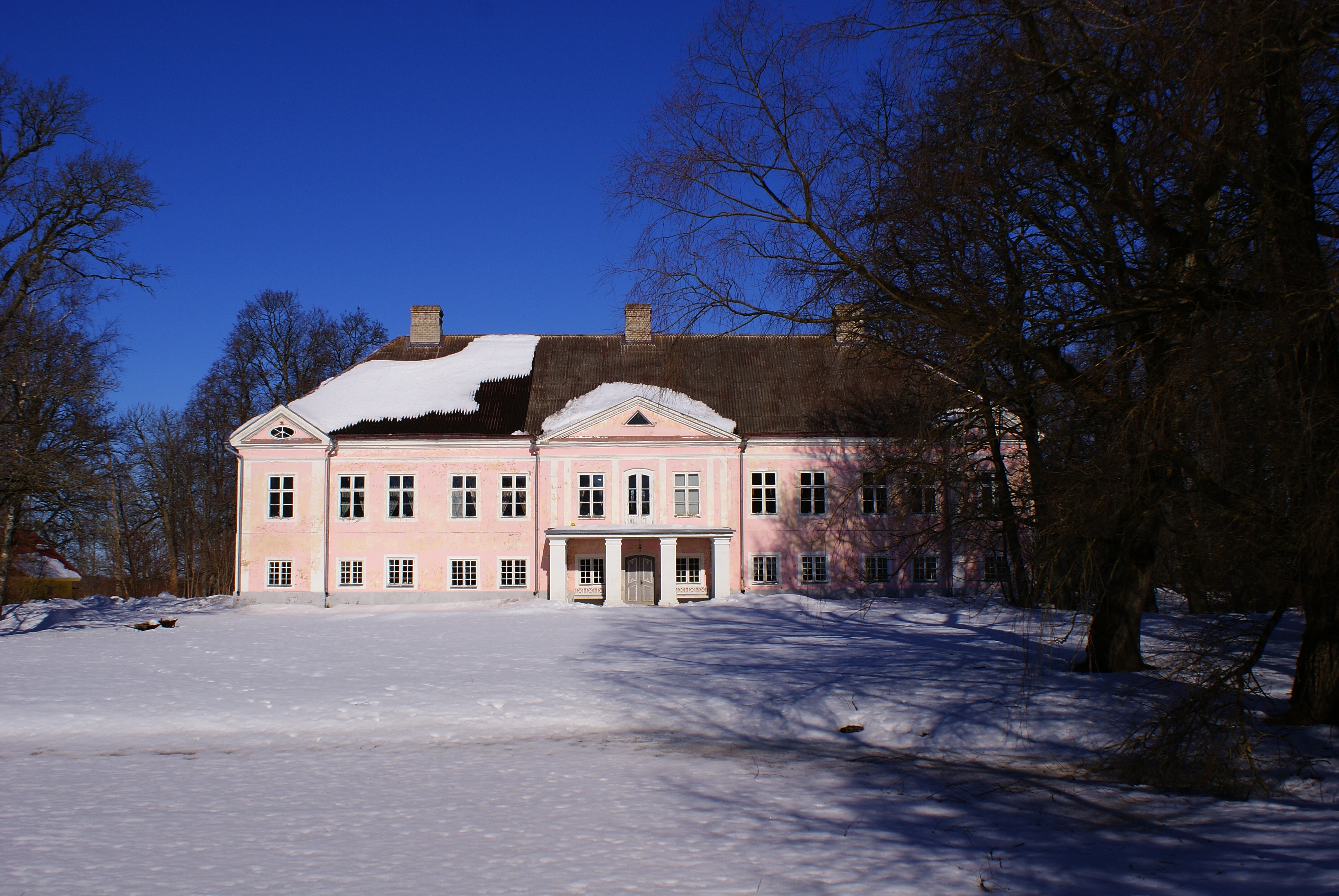
Ehemaliges Herrenhaus des Guts

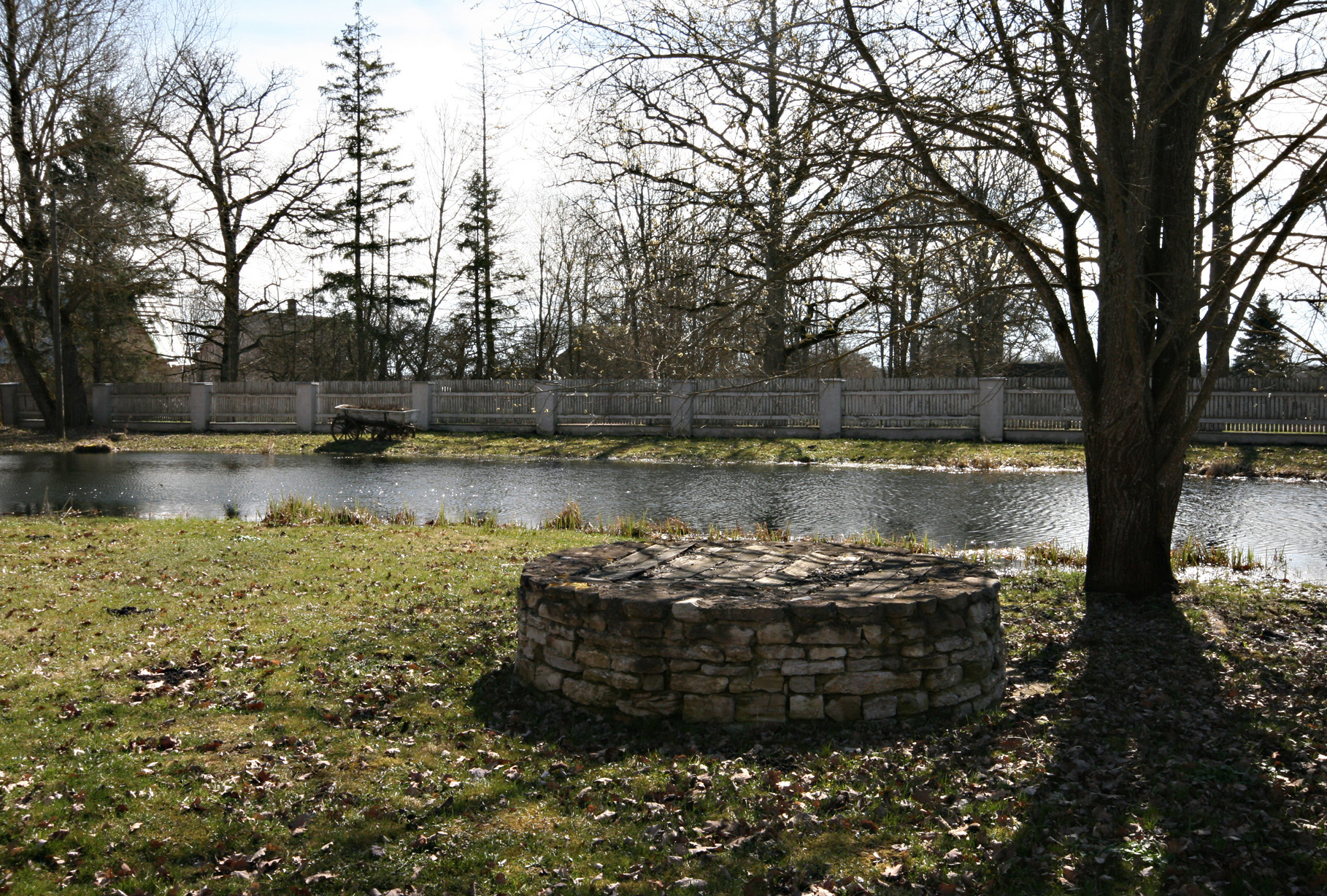
Park

Zu Beginn des 16. Jahrhunderts war der Ort eine Präbende der Domherren von Haapsalu. Im 17. Jahrhundert entstand die repräsentative Hofanlage im Stil des Barock. Sie wurde 1624 verlehnt. Von 1624 bis 1835 stand das Anwesen im Besitz der adligen deutschbaltischen Familie Baranoff.
Das heutige Herrenhaus im Stil des frühen Klassizismus mit barocken Elementen wurde zwischen 1775 und 1778 durch Karl Gustav von Baranoff (1713–1796) errichtet. Es war das Hochzeitsgeschenk für seinen Sohn Christoph Heinrich (1747–1818) und dessen Frau Helene Juliane Charlotte von Engelhardt (1754–1820).
Mit der sowjetischen Besetzung Estlands waren in den Gebäuden die Büros der örtlichen Sowchose untergebracht. Seit 1995 steht der Hof wieder in Privateigentum. Er gehört dem estnischen Historiker und Politiker Mart Helme (* 1949).
Auf dem Anwesen finden heute Konzerte und Feiern statt. Das Herrenhaus dient auch als privates Museum, das über die Geschichte des Ortes informiert. Das Gebäude ist von einem großen Park umgeben.